# San Chay (peuple)

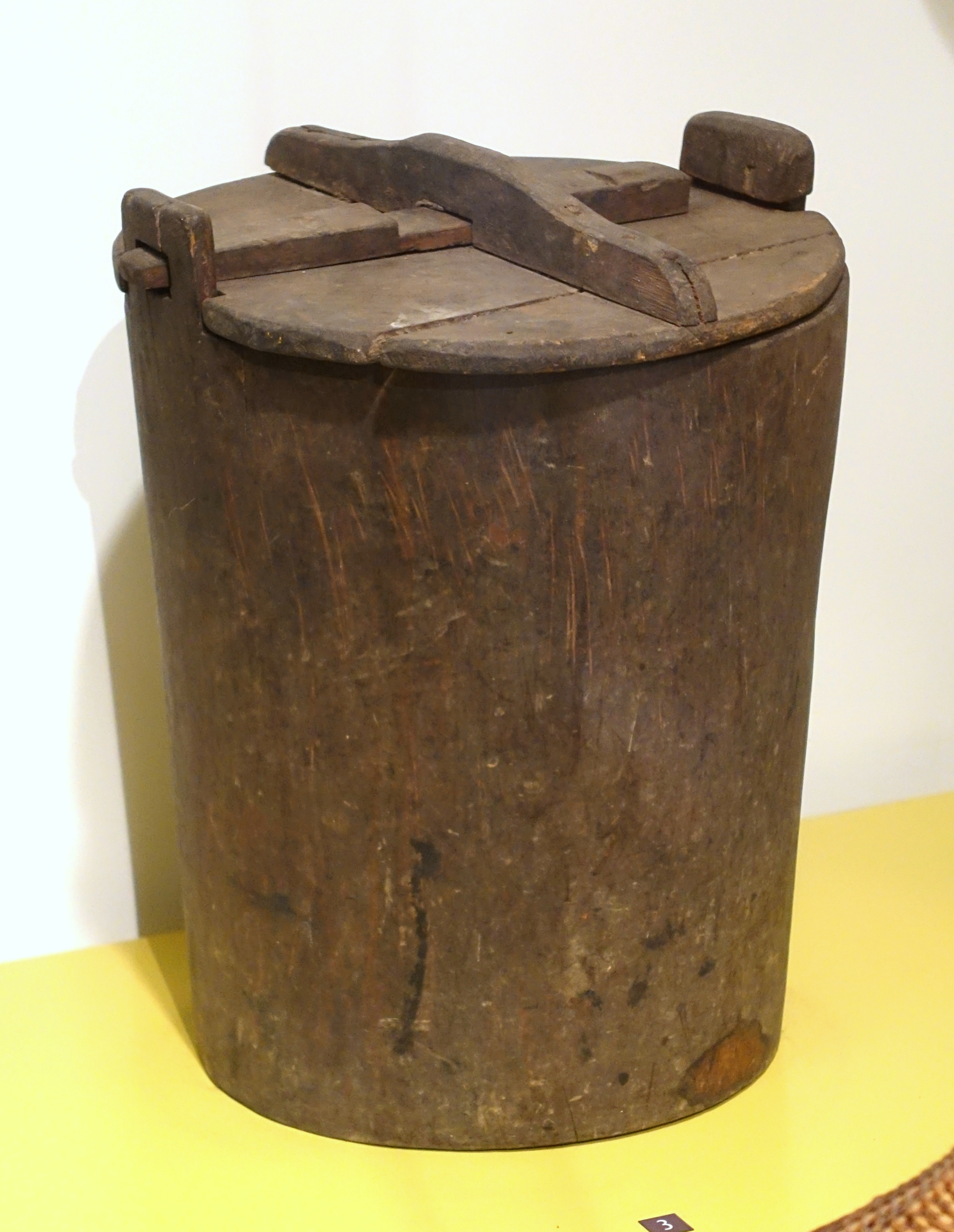
Pot à riz en bois Cao Lan

Les San Chay (vietnamien : Người Sán Chay ou Cao Lan) est un groupe ethnique de la province de Tuyên Quang et des provinces voisines du Nord-Est du Vietnam.
Ils parlent une langue tai. En 2009, ils sont 169 410.
Beaucoup vivent dans des zones reculées, en utilisant l'agriculture sur brûlis, car ces zones ne sont pas assez plates pour la production de riz